# Gyergyóholló község
Gyergyóholló község (románul: Comuna Corbu) község Hargita megyében, Romániában. Központja Gyergyóholló, hozzá tartozik Hollósarka.

## Népessége
A 2011-es népszámlálás adatai alapján a község népessége 1520 fő volt.